# پیتر وو د کرنی
پیتر وو د کرنی (انگلیسی: Peter of Vaux-de-Cernay; ۱ ژانویهٔ ۱۱۸۲ – ۱ ژانویهٔ ۱۲۱۸) راهب، و تاریخ‌نگار اهل فرانسه بود که کتاب Petri Vallisum Saranii Monachi Hystoria Albigensis اثر اوست.